# 玉井北極殿
23°07′27″N 120°27′42″E / 23.124230°N 120.461613°E
玉井北極殿位於臺灣臺南市玉井區，是主祀玄天上帝的廟宇。該廟舊稱「大武壠祖廟北極殿」，所在地原是大武壠族公廨:288。遷居高雄杉林、甲仙、六龜等區的原住民後裔會在農曆正月十五到該廟謁祖:289。該廟的信仰圈擴及南化區玉山里、北寮里等地:289。

## 沿革
相傳該廟的玄天上帝是先民攜帶神像來臺，原本在「營埔下」的「菜園坑」一地建有茅屋安奉:288:229。據該廟管委會總幹事江承宗的說法，廟宇初創於明永曆年間。後來康熙五十六年（1717年）發生洪水，廟體流失，信徒在大武壠社蓮花吉穴觀音庵原址重建，並正式命名為北極殿:288。據說因當時玄天上帝向居民示警將有洪水來襲，事後附近36庄信徒乃在觀音庵原址興建北極殿供奉玄天上帝，此外也在後殿供奉觀音菩薩:229。
清乾隆卅六年（1771年）霄閭庄張志學倡修，並捐三重溪渡的收入捐作香資:229、235。在此之後，北極殿於嘉慶九年（1804年）總理張文選等人重修:230。道光廿一年（1841年），董事江元承等人重修:230。咸豐五年（1855年），張世澤以鄭家三崁溪過渡費之半稅捐作香油錢:230。同治十三年（1874年）再次重修。
進入日治時期後，大正六年（1917年），管理人張阿賽籌劃首次建醮活動:230。二次大戰後，管理人葉天來等人整修:230。民國53年（1964年）1月18日受到震災，廖乾定、吳仁德、李炳輝等人於是在民國55年（1966年）發起重修:230。北極殿在民國73年（1984年）重修:288，並在廟後建香客大樓:230。
民國107年（2018年）12月28日，因廟方準備斥資4500萬元整修，該日將潘麗水所繪製的門神拆卸，委由其子潘岳雄修復。

## 文物
- 古淨爐
- 開基令牌
- 古碑

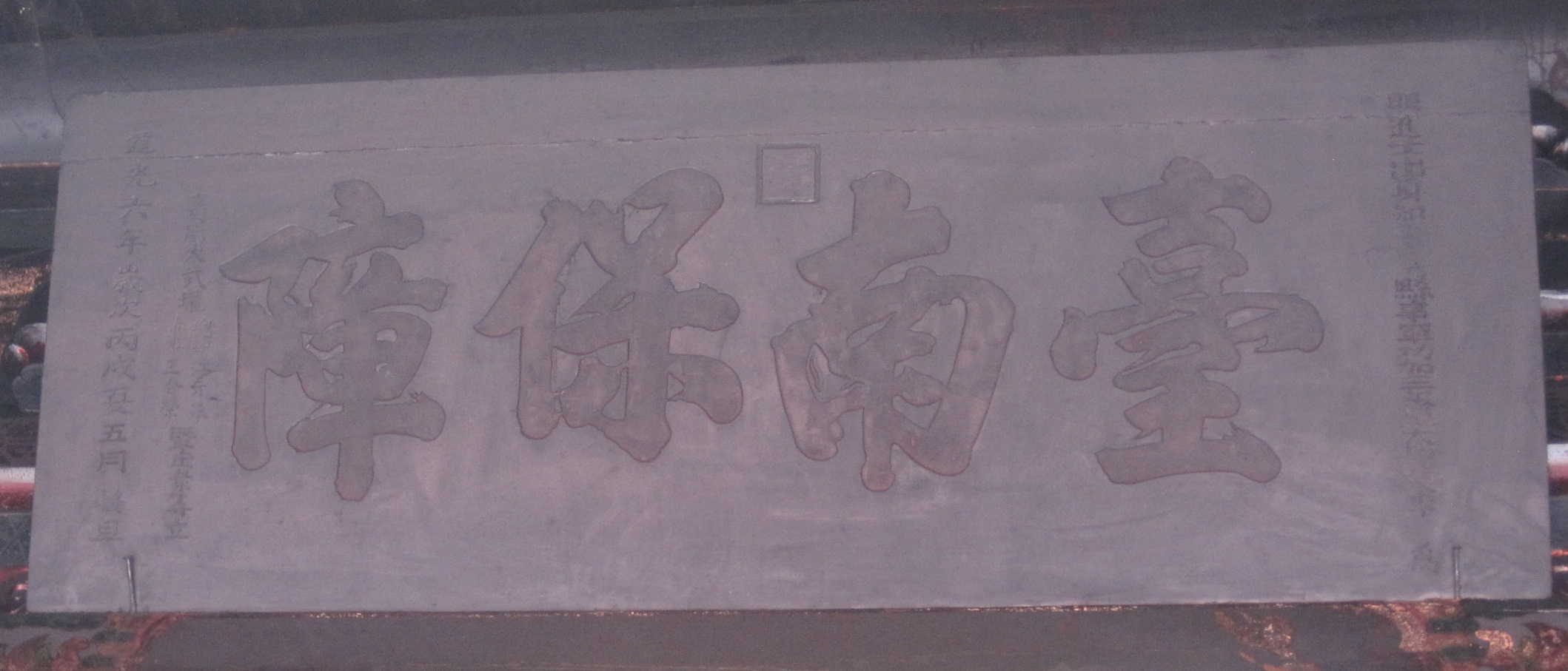
「臺南保障」匾

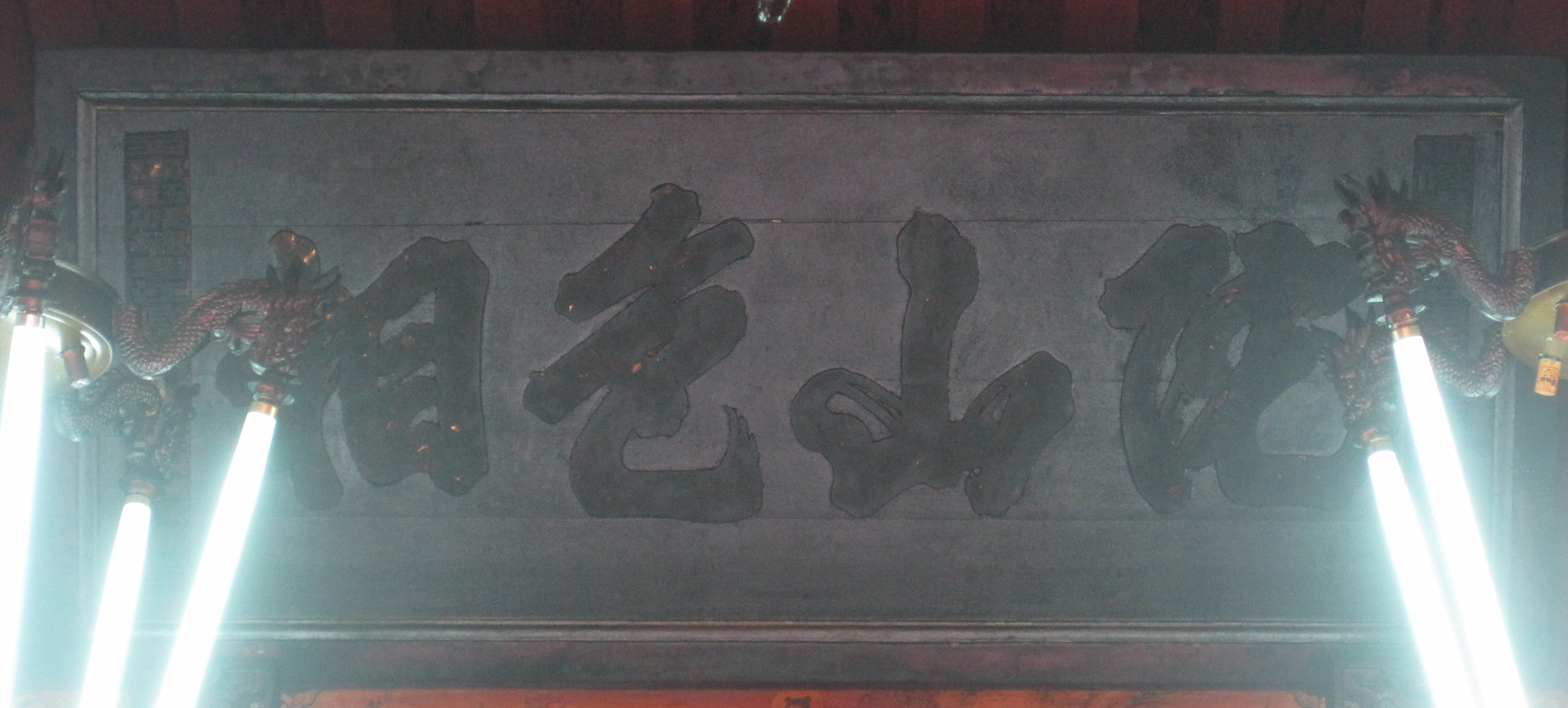
「陀山色相」匾

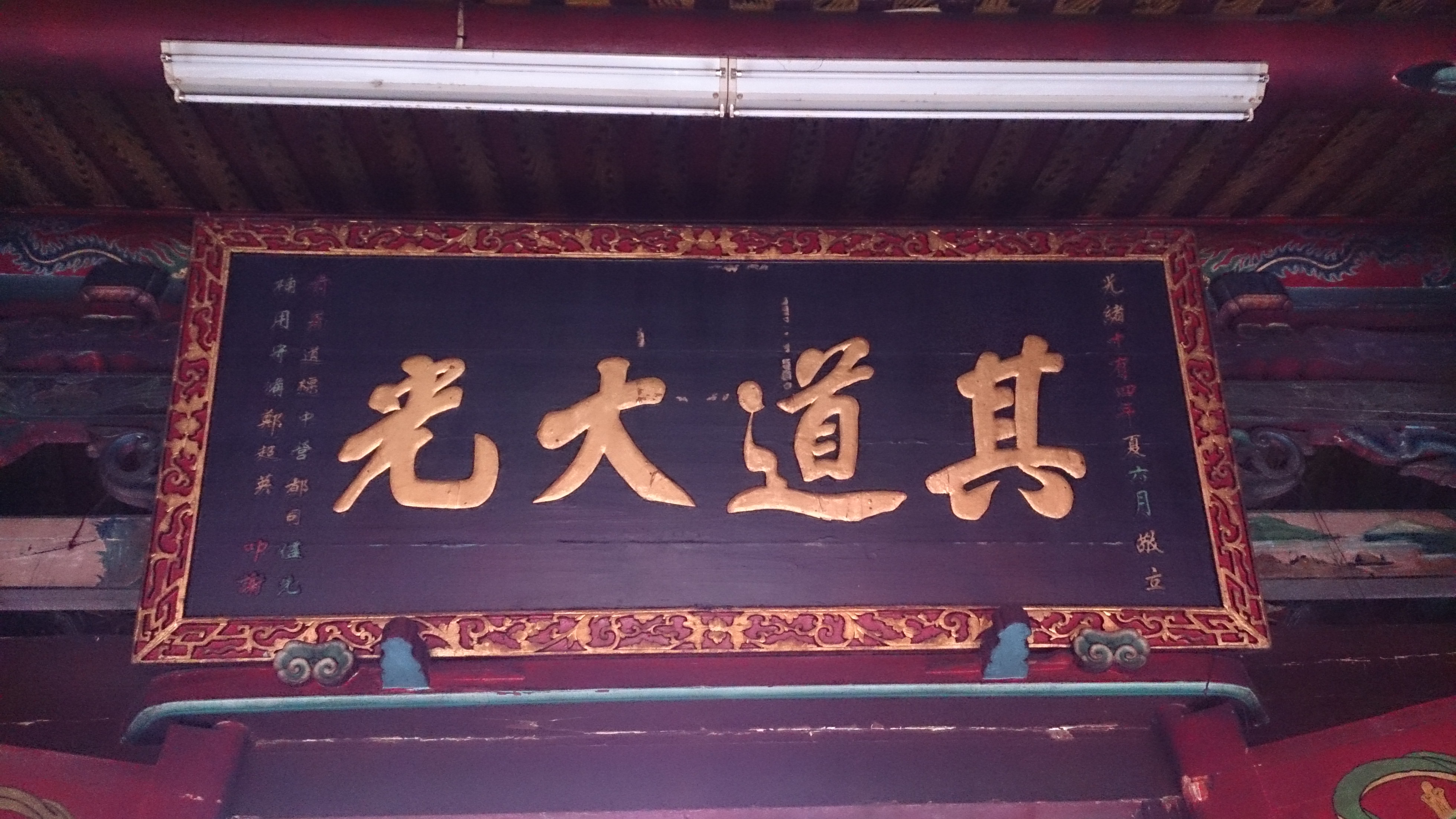
「其道大光」匾

  - 重修大武壠開基祖廟捐題碑記：清嘉慶九年（1804年）重修時所立[1]:290。
  - 北極殿碑記：清咸豐五年（1855年）三月住持僧淵泉所立[2]:229、235。內文有一部分是同治十二年（1873年）補刻上去[2]:235。
- 古匾
  - 臺南保障：清道光六年（1826年）李為（賜進士出身知臺灣縣軍事軍功加三級記大功五次）立[1]:291。
  - 位正北方
  - 陀山色相：清同治十三年（1874年）立[1]:291。
  - 其道大光：清光緒十四年（1888年）鄭超英（台灣兵備道轄下道標營都司）敬獻。

## 其他
- 玉井有俗諺「溪南中壇元帥，溪北玄天上帝」，指後堀溪南邊主要信奉中壇元帥，溪北主要信仰玄天上帝[1]:289。
- 玉井的鹿陶有「鹿陶公，茄拔仔爸，噍吧哖孫」的俗諺，認為該廟香火先分祀到茄拔（楠西區），再分祀到玉井[1]:313。盧嘉興〈臺南縣下古番社地名考〉有採訪到玉井北極殿由鹿陶開基北極殿分火的說法[1]:313。不過玉井北極殿方面沒有此種說法[1]:313。

## 外部連結
- 玉井北極殿 （页面存档备份，存于）